# بروک اورسی
بروک اورسی (انگلیسی: Brooke D'Orsay؛ زادهٔ ۱۷ فوریهٔ ۱۹۸۲) یک هنرپیشه اهل کانادا است. 
از فیلم‌ها یا برنامه‌های تلویزیونی که وی در آن نقش داشته است می‌توان به گری مجرد، تفاوت دختر و پسر اشاره کرد.